# Sunshine Stars
Sunshine Stars FC este un club de fotbal din Nigeria, fondat în 1995, își are sediul în orasul Akure. Echipa concurează în prima ligă, primul eșalon al fotbalului nigerian.